# Pfinz
Die Pfinz ist ein gut 60 Kilometer langer rechter und östlicher Zufluss des Rheins, der am Nordrand des Schwarzwalds entspringt, den südlichen Kraichgau durchfließt, bei Karlsruhe-Grötzingen in die Oberrheinische Tiefebene eintritt und, teilweise in mehrere Flussarme aufgespalten, durch den Nordwesten des Landkreises Karlsruhe zum Rhein fließt.

## Name und Namensgeberin
Der Name Pfinz wird zum Teil auf das indogermanische Wort pat, „sich ausbreiten, versumpfen“ bzw. auf mittellateinisch pontus, „Sumpf“ zurückgeführt. Andere Herleitungen gehen davon aus, dass mögliche Römerbrücken (Ad pontem, „An der Brücke“) dem Fluss den Namen gaben.
Die Gegend um den Fluss oberhalb von Durlach wird auch als Pfinzgau bezeichnet. Dieser Name ist schon seit 769 („Phuntzingouue“) schriftlich belegt.
Die Pfinz ist Namensgeberin der Gemeinde Pfinztal, zu der sich im Zug der Gemeindereform am 1. Januar 1974 vier an oder nahe der Pfinz gelegene Gemeinden zusammenschlossen.
Früher spiegelte sich der Name auch im evangelischen Dekanat Alb-Pfinz der Evangelischen Landeskirche in Baden, das  seinen Sitz in Pfinztal hatte, wider. Mit der Neuordnung der Kirchenbezirke wurde das Dekanat zum 1. Januar 2014 aufgelöst und die Kirchenbezirke Alb-Pfinz und Karlsruhe-Land fusioniert (neuer Name Evangelischer Kirchenbezirk Karlsruhe-Land).

## Geographie

### Definition des Flusslaufes
Bedingt durch die Aufteilung in mehrere Flussarme und durch wasserbauliche Maßnahmen wie die Pfinz-Saalbach-Korrektion (Pfisako, 1934–1962) bestehen unterschiedliche Definitionen des Flusslaufs und der Lage der Pfinzmündung.
Im Amtlichen Digitalen Wasserwirtschaftlichen Gewässernetz (AWGN) wird der Pfinz zwischen Stutensee-Blankenloch und Graben-Neudorf der Flussarm Heglach (auch Pfinz-Heglach) zugeordnet. Dies entspricht der Abflussverteilung am Abzweig der Heglach. In Topographischen Karten und im örtlichen Sprachgebrauch wird der Name Pfinz eher für den rechten, östlichen Flussarm über Staffort und Neuthard verwandt. Für diesen Flussarm bestehen abschnittsweise weitere Bezeichnungen: Pfinz-Überleitung, Pfinzkorrektion und Alte Pfinz/Alter Pfinzgraben.
Laut AWGN ist der Rußheimer Altrhein Teil der Pfinz, womit die Pfinz nördlich der Insel Elisabethenwörth und damit auf dem Gebiet der rheinland-pfälzischen Stadt Germersheim direkt in den Rhein mündet. Der Altrhein ist seit der Pfisako eingedeicht und vom Rhein durch die Kurfürstenbauschleuse abgetrennt. Dieses Wehr wird bei hohen Rheinwasserständen geschlossen. Dann erfolgt der Abfluss aus dem Rußheimer Altrhein in den Rhein ausschließlich über den Rheinniederungskanal, den Philippsburger Altrhein und gegebenenfalls das Schöpfwerk Philippsburg. Günther Malisius sieht unter Verweis auf die beiden Abflussmöglichkeiten keine „eindeutige“ Mündung in den Rhein. Im Wassergesetz für Baden-Württemberg, im örtlichen Sprachgebrauch und in topographischen Karten, aber auch in Unterlagen zur geplanten Deichrückverlegung auf Elisabethenwörth wird die Pfinz als Nebenfluss des Rheinniederungskanals angesehen. Gemäß dieser Sichtweise liegt die Pfinzmündung westlich von Rußheim unmittelbar südlich des Dükers unter dem Saalbachkanal.

### Verlauf

#### Nordschwarzwald und Kraichgau
Die Pfinz entspringt einer Sickerquelle innerhalb des Naturschutzgebiets Pfinzquellen, das 2016 als eines der letzten großen zusammenhängenden Wiesenlandschaften des nördlichen Schwarzwaldes unter Schutz gestellt wurde. Die Gewässer im Naturschutzgebiet werden als naturnahe Abschnitte eines Flachlandbachs beschrieben; teilweise sind sie von Auwaldstreifen begleitet. Das AWGN definiert als Quelle der Pfinz ein Rinnsal, das nördlich von Straubenhardt-Langenalb und westlich der Straße nach Karlsbad-Ittersbach entsteht. Günther Malisius lehnt diese Definition ab, da in diesem Quellstrang nur bei Regen Wasser fließe. Er lokalisiert die Pfinzquelle rund 800 Meter weiter nördlich am Schnittpunkt der Straße Langenalb–Ittersbach mit der Kreisgrenze zwischen dem Enzkreis und dem Landkreis Karlsruhe. In der topographischen Karte ist eine Quelle unweit des Zusammenflusses dieser beiden Quellstränge und südlich von Ittersbach als Pfinzquelle beschriftet.
Nördliche bis nordöstliche Richtung einschlagend, wechselt die Pfinz noch im Naturschutzgebiet vom Naturraum Schwarzwald-Randplatten in den Kraichgau. Westlich von Ittersbach mündet der Feldrennacher Bach, der etwas kürzer als der Oberlauf der Pfinz ist, aber ein größeres Einzugsgebiet hat. Die oberste Mühle der Pfinz war die Ittersbacher Schleemühle, nordöstlich des Ortes liegend mit einem Wasserspiegel von 250 m ü. NN und einem Einzugsgebiet von 12 Quadratkilometern. Bis Weiler, einem Ortsteil von Keltern und dem ersten Ort direkt an der Pfinz, folgte die frühere Landesgrenze zwischen Baden und Württemberg in etwa dem Verlauf des Flusses. Zwischen Ittersbach und Ellmendingen (zu Keltern) nutzte bis 1968 die Pforzheimer Kleinbahn das Tal der Pfinz. Die auch als Panoramabahn bezeichnete Schmalspurbahn hatte in Ittersbach Anschluss nach Karlsruhe. Zwischen Ellmendingen und Dietenhausen mündet im Naturschutzgebiet Ellmendinger Roggenschleh von rechts der Arnbach.
Oberhalb von Nöttingen, einem Ortsteil von Remchingen, liegt das nach dem Ort benannte Hochwasserrückhaltebecken mit einem Rückhalteraum von 560.000 Kubikmeter. Zwischen Nöttingen und Remchingen-Wilferdingen überquert die Pfinztalbrücke mit der Bundesautobahn 8 die Pfinz. Zwischen Wilferdingen und Singen, zwei weiteren Ortsteilen von Remchingen, mündet der größte rechtsseitige Zufluss der Pfinz, der Kämpfelbach. Ab Wilferdingen verlaufen die Bundesstraße 10 und die Bahnstrecke Karlsruhe–Mühlacker im Pfinztal, das sich nach Norden bis Nordwesten wendet. Mit Kleinsteinbach, Söllingen und Berghausen durchfließt die Pfinz drei Ortsteile der Gemeinde Pfinztal. Ab Berghausen in westliche Richtung fließend, erreicht die Pfinz in Grötzingen das Gebiet der Stadt Karlsruhe.

#### Oberrheinische Tiefebene
Westlich von Grötzingen verlässt die Pfinz den Kraichgau und tritt in den Naturraum Hardtebenen in der Oberrheinischen Tiefebene über. Am Hühnerlochwehr in Grötzingen zweigt von der Pfinz (nach links) der Pfinz-Entlastungskanal (Mitte) sowie der Gießbach (nach rechts) ab. Die Pfinz, die zwischen Söllingen und Grötzingen für einen Abfluss von 110 Kubikmeter pro Sekunde ausgebaut ist, erhält am Wehr maximal fünf Kubikmeter pro Sekunde; höhere Abflüsse werden über den Entlastungskanal zum Rhein abgeschlagen.
Gleichwohl urkundliche Belege fehlen, wird angenommen, dass die Pfinz im Spätmittelalter zur Stadt Durlach (heute zu Karlsruhe) abgeleitet wurde, um dort Mühlen anzutreiben und den Graben vor der Stadtmauer zu füllen. Der am Hühnerlochwehr abzweigende Gießbach ist vermutlich ein alter Pfinzlauf. Bis Durlach fließt die Pfinz Richtung Südwesten. Vor dem 20. Jahrhundert floss die Pfinz am Nordrand des Durlacher Stadtkerns entlang, ehe sie weiter nach Norden verlegt wurde.
Unterhalb von Durlach wendet sich die Pfinz nach Norden und folgt der Kinzig-Murg-Rinne, einer Senke, die am Ostrand der Rheinebene liegt. Ungefähr ab dem Elfmorgenbruch verläuft der Fluss zwischen Dämmen in Hochlage; der Wasserspiegel liegt teilweise über dem Geländeniveau. Die auch bei anderen Fließgewässern der Region übliche Hochlage dürfte Folge des bereits für das Spätmittelalter belegbaren „Bachputzens“ sein. Dabei wurde die hohe Sedimentfracht, oft Löß aus dem Kraichgau, aus dem Gerinne ausgehoben und am Ufer abgelagert. Nordöstlich von Karlsruhe-Hagsfeld unterquert die Pfinz den Pfinz-Entlastungskanal in einem Düker. An der Gewässerkreuzung kann Pfinzwasser in den Entlastungskanal übergeleitet werden.
Südöstlich von Stutensee-Blankenloch, aber noch auf dem Gebiet der Stadt Karlsruhe, zweigt die Heglach nach links ab. Die Fortsetzung der Pfinz wird oft als Pfinz-Überleitung bezeichnet und ist ein meist trocken liegender Graben, da ein Wehr im Regelfall den gesamten Abfluss in die Heglach leitet. Die beiden Zuflüsse der Pfinz-Überleitung, der Rossweidgraben (auch Gießgraben genannt) und ein abgetrenntes Teilstück des in Grötzingen abzweigenden Gießbachs, liegen ebenfalls im Regelfall trocken. Allerdings entwässert der Retentionsraum Füllbruch über den Rossweidgraben in die Pfinz-Überleitung. Im Füllbruch kann bei außergewöhnlichem Hochwasser der Pfinz Wasser zurückgehalten werden, das über den Pfinz-Entlastungskanal zufließt.
Zwischen Blankenloch und Weingarten (Baden) vereinigt sich die Pfinz-Überleitung mit dem Weingartener Entlastungskanal zur regelmäßig durchflossenen Pfinzkorrektion. Der Entlastungskanal wird unter anderem von dem bei Weingarten aus dem Kraichgau kommenden Walzbach und dem in Grötzingen abzweigenden Gießbach gespeist.
Die Pfinzkorrektion ist ein für einen Abfluss von 20 Kubikmeter pro Sekunde ausgebauter Entwässerungskanal, der zur Stützung des Grundwasserspiegels durch Kulturwehre gestaut wird, so dass er abschnittsweise einem stehenden Gewässer gleicht. Die Gewässersohle ist oft von Schlamm oder Faulschlamm bedeckt. Zwischen Blankenloch und Stutensee-Staffort („stete Furt“ oder „Furt mit Stapfen/Stufen“) mündet die Alte Bach, die kurz zuvor die Heglach unterquert hat, von links in die Pfinzkorrektion. Die Alte Bach verläuft ab Durlach links und westlich parallel zu Pfinz und Heglach in Tieflage. Nördlich von Stutensee-Spöck mündet von rechts der Walzbach, der in der Rheinebene Weingarter Bach genannt wird und unterhalb des Zuflusses des Grombachs auch Lachengraben heißt.
Bei Neuthard zweigt nach links und Nordwesten die Alte Pfinz (auch als Alter Pfinzgraben bezeichnet) ab, die den gesamten Trockenwetterabfluss aufnimmt. Noch Anfang der 1990er Jahre erhielt die vergleichsweise naturnahe Alte Pfinz nur wenig Wasser. Zwischen 1991 und 1993 trocknete die Alte Pfinz in jedem Sommer aus, was Fischsterben und das Verschwinden von drei dort heimischen Flussmuschelarten zur Folge hatte.
Die Fortsetzung der Pfinzkorrektion, oft als Pfinzkanal bezeichnet, mündet nach gut zwei Kilometer von links in den Saalbachkanal. Über den Pfinzkanal werden die höheren Abflüsse abgeführt, zudem ist der Kanal Vorfluter der Kläranlage nördlich von Neuthard. Einziger Zufluss ist der Hartgraben (auch Hardtgraben oder Neugraben), der gemeinsame Unterlauf mehrerer Gräben, die das Gebiet zwischen den Schwemmkegeln von Walzbach im Süden und Saalbach im Norden sowie angrenzende Flächen im Kraichgau entwässern. Vorläufer des Pfinzkanals war der Kieselschorrengraben, der sich mit dem Hartgraben zum Saugraben vereinigte.
Bei Graben-Neudorf vereinigen sich Alte Pfinz und Heglach zur Pfinz, die nach Westen bis Nordwesten fließt. Unterhalb des Ortes verlässt der Fluss die Haardtebenen, tritt in den Naturraum Nördliche Oberrheinniederung ein, die Talaue des Rheins, und durchfließt die Grabener Bucht. Dabei liegt der Fluss im westlichen Teil der Bucht wieder in Hochlage und überquert den Verlängerten Pfinzkanal.
Die untersten beiden Mühlen der Pfinz lagen südlich von Rußheim (zu Dettenheim); nach den Mühlen verläuft die Pfinz parallel zum Saalbachkanal, der in der Rheinniederung von hohen Dämmen eingefasst ist. Knapp einen Kilometer westlich von Rußheim und unmittelbar oberhalb eines Dükers unter dem Saalbachkanal mündet die Pfinz von Südosten und rechts in den Rheinniederungskanal.

### Zuflüsse
Tabelle der Pfinz-Zuflüsse mit einem Einzugsgebiet über 7 km², der Abzweige, die einen erheblichen Teil des Abflusses aufnehmen können, und der  Pfinz selbst. Mit Namen, Fließgewässerkennzahl (GKZ), Mündungsseite, Stationierung der Zuflussstelle (von der Mündung der Pfinz selbst aufwärts gerechnet), Länge und Einzugsgebiet (EZG) nach den Daten der amtlichen Gewässerkarte. Orte und Höhen nach der amtlichen topographischen Karte. Nachweise für diese Übersicht sind im Hauptartikel. Die dieser Tabelle zugrunde liegende Definition des Flusslaufes richtet sich nach den Beschriftungen der Gewässerläufe auf der Topographischen Karte.
| Name                   | GKZ      | Seite  | Stat. m | Länge km | EZG km²   | Mündung Ort                     | m ü. NHN | Ursprung Ort                      | m ü. NHN |
| ---------------------- | -------- | ------ | ------- | -------- | --------- | ------------------------------- | -------- | --------------------------------- | -------- |
| Feldrennacher Bach     | 2376-114 | rechts | 51.395  | ca. 03,1 | ca. 07,2  | ⊙ nach Karlsbad-Ittersbach      | 265      | ⊙ bei Straubenhardt-Conweiler     | 380      |
| Krähenbach             | 2376-116 | rechts | 48.227  | ca. 04,8 | ca. 07,0  | ⊙ in Keltern-Weiler             | 208      | ⊙ bei Straubenhardt-Schwann       | 405      |
| Arnbach                | 2376-12  | rechts | 45.420  | ca. 06,4 | ca. 30,3  | ⊙ vor Keltern-Dietenhausen      | 178      | ⊙ in Neuenbürg-Arnbach            | 303      |
| Auerbach               | 2376-14  | links  | 42.674  | ca. 08,3 | ca. 11,5  | ⊙ in Remchingen-Nöttingen       | 168      | ⊙ bei Karlsbad-Im Stockmädle      | 319      |
| Rannbach               | 2376-192 | rechts | 42.069  | ca. 03,7 | ca. 08,2  | ⊙ Ortsende Remchingen-Nöttingen | 162      | ⊙ Rannwald bei Keltern-Dietlingen | 252      |
| Kämpfelbach            | 2376-2   | rechts | 39.126  | ca. 11,3 | ca. 73,2  | ⊙ in Remchingen-Singen          | 152      | ⊙ in Kämpfelbach                  | 263      |
| Bocksbach              | 2376-4   | links  | 37.501  | ca. 14,4 | ca. 31,3  | ⊙ in Pfinztal-Kleinsteinbach    | 148      | ⊙ bei Karlsbad-Ittersbach         | 352      |
| Pfinz-Entlastungskanal | 237512   | rechts | 29.070  | ca. 15,6 | ca. 10,7  | ⊙ bei Eggenstein-Leopoldshafen  | 102      | ⊙ in Karlsruhe-Grötzingen         | 120      |
| Heglach                | 2376     | links  | 20.722  | ca. 12,9 | ca. –     | ⊙ in Graben-Neudorf             | 107      | ⊙ bei Stutensee-Blankenloch       | 113      |
| Alte Bach              | 2375624  | links  | 17.337  | ca. 18,2 | ca. 15,9  | ⊙ beim Schloss Stutensee        | 111      | ⊙ bei Karlsruhe-Grünwettersbach   | 264      |
| Walzbach               | 2375626  | rechts | 12.964  | ca. 20,6 | ca. 55,8  | ⊙ bei Neuthard                  | 110      | ⊙ bei Walzbachtal-Wössingen       | 225      |
| Pfinzkanal             | 237562   | rechts | 11.654  | ca. 02,4 | ca. –     | ⊙ bei Karlsdorf                 | 109      | ⊙ bei Neuthard                    | 109      |
| Heglach                | 2376     | links  | 7.331   | ca. 12,9 | ca. –     | ⊙ in Graben-Neudorf             | 107      | ⊙ bei Stutensee-Blankenloch       | 113      |
| Pfinz                  | 2376     | –      | 0.000   | ca. 54,4 | ca. 387,5 | ⊙ bei Dettenheim-Rußheim        | 98       | ⊙ bei Straubenhardt-Langenalb     | 360      |

## Geschichte

### Wasserbau
Die ältesten Dokumente, die Wasserbaumaßnahmen in der Region erwähnen, stammen aus dem 15. Jahrhundert, beziehen sich aber zum Teil auf frühere Maßnahmen. So wurden Bachteilungen angelegt, um bei Hochwasser für einen schnelleren Abfluss zu sorgen.
1482 bestimmte der Durlacher Schultheiß, dass für die Unterhaltung der Pfinz zukünftig in jedem Dorf ein Bachaufseher eingesetzt werden sollte. 1521 und 1557 schlossen die Markgrafschaft Baden und das Hochstift Speyer Verträge, die unter anderem eine Breite der Pfinz festsetzten.
1453 veranlasste der Speyrer Bischof Reinhard von Helmstatt den Bau der Kleinen Pfinz als vollständig künstliches Gewässer. Der Graben zweigte östlich von Graben (heute Graben-Neudorf) ab und verlief in nordwestlicher Richtung nach Udenheim (später umbenannt in Philippsburg). Udenheim lag an der Saalbach, litt aber – auch durch die Nutzungen durch die Oberlieger – unter chronischem Wassermangel. Die Pfinz war am Abzweig Grenzfluss zwischen der Baden und dem Hochstift Speyer. Das Wasser wurde zunächst im Verhältnis eins zu eins geteilt, ab 1557 erhielt Baden zwei Drittel des Wassers.
Johann Karl von Thüngen, Kommandant der Festung Philippsburg, ließ 1701 knapp westlich des Abzweigs eine weitere Ableitung von der Pfinz errichten, die Thüngen'sche Schließe. Große Teile des Umlands der Festung ließen sich künstlich überschwemmen und in einen Morast verwandeln. Nach Schleifung der Festung 1799 wurde Mitte des 19. Jahrhunderts die Ableitung nach Philippsburg aufgegeben. Hieronymus Nopp, Philippsburger Bürgermeister zwischen 1877 und 1893 und Verfasser einer Stadtgeschichte, sah 1881 den Pfinzkanal, aus dem später der Verlängerte Pfinzkanal hervorging, als Nachfolger der Kleinen Pfinz.

### Wiesenwässerung
Bis in die zweite Hälfte des 20. Jahrhunderts wurde die Pfinz insbesondere in der Oberrheinebene in großem Umfang zur Wiesenwässerung genutzt. Wiesenwässerung ist für das Gebiet der Pfinz erstmals 1461 für den Kämpfelbach belegt.
Umfangreiche Wiesengebiete lagen zwischen Durlach und Blankenloch. Eine geordnete Wiesenwässerung war erst möglich, nachdem Entwässerungsgräben gezogen worden waren. 1588 wurde der Landgraben zur Entwässerung des sumpfigen Gebiets westlich von Durlach angelegt. Er querte die Hardtebenen auf direktem Weg; heute ist er ein Teil der Karlsruher Kanalisation. Im 17. Jahrhundert wurde die Alte Bach zum Entwässerungsgraben westlich der Pfinz ausgebaut.
Ein weiteres großes Gebiet mit Wässerwiesen war die Grabener Bucht zwischen den Orten Graben und Rußheim. Hier existierten vier Zuleiter: der heute der Alten Bach zugerechnete Galgengraben, die Pfinz, die kleine Pfinz Richtung Philippsburg sowie der Forlengraben, ein heute nicht mehr existierender Abzweig von der Heglach. Beim Eintritt in die Grabener Bucht spalteten sich die vier Zuleiter in zehn Hauptgräben und zahlreiche kleine Gräben auf. Ein Großteil dieser Gewässer floss oberhalb von Rußheim wieder der Pfinz zu, andere mündeten bei Philippsburg in den Rhein. Besondere Bedeutung hatte in der Grabener Bucht die sogenannte Trübwässerung, die zum Ziel hatte, die vom Wasser mitgeführten Trübstoffe wie Erde, Löss oder Fäkalien absetzen zu lassen. Häufig wurden Flächen erst durch die Trübwässerung landwirtschaftlich nutzbar.
In der Grabener Bucht wurden die Wiesen ab den 1930er Jahren zu Äckern umgebrochen. Erhalten blieben die Wiesen im heutigen Naturschutzgebiet Oberbruchwiesen. Bei einer Umfrage gaben 1947 zahlreiche Gemeinden, auch im Kraichgau gelegene, an, dass auf ihren Gemarkungen noch Wiesenwässerung betrieben wird. In Büchig wurden zuletzt 1972 Wiesen gewässert.

### Flößerei und Schifffahrt
Bis ins 19. Jahrhundert wurde die Pfinz als Transportweg genutzt. 1521 wurde zwischen Baden und dem Hochstift Speyer vereinbart, dass auf beiden Seiten des Flusses Leinpfade angelegt werden sollten. 1601 ordnete der badische Markgraf an, dass die Pfinz zwischen Singen und Durlach gesäubert werden solle, damit Brennholz für das Schloss in Durlach getriftet werden könne.
Ab 1668 entstanden Pläne zur Schiffbarmachung der Pfinz. Sie sahen eine Verbreiterung des Flusses und die Anlage von Leinpfaden vor, nur bei Grötzingen sollte ein Kanal mit Schleusenbetrieb gebaut werden. 1690 sollte der Pfinzlauf oberhalb von Durlach saniert werden, damit Buntsandsteine von Wilferdingen nach Durlach transportiert werden konnten, die dort für den Wiederaufbau des kriegszerstörten Schlosses benötigt wurden. Ab 1699 bestand zwischen Grötzingen und Durlach der Steinkanal (auch Floßgraben oder Krebsgraben genannt). Um 1716 kam die Schifffahrt zum Erliegen, als die Residenz ins neugegründete Karlsruhe verlegt wurde.
1767 wurde der Floßgraben wieder instand gesetzt und bei der Unteren Mühle im Westen von Durlach mit dem Landgraben verbunden. Damit gab es eine, ebenfalls als Steinkanal bezeichnete Verbindung nach Karlsruhe, die dem Transport von Pfinzsandstein für den Aufbau der neuen Stadt diente. Nach 1770 wurde die Steinschifffahrt flussabwärts mindestens bis Graben verlängert. Es verkehrten täglich zwei bis vier Schiffe, die von Pferden getreidelt wurden. Zum Einsatz kamen rund neun Meter lange Nachen, die Sandsteine von Grötzingen, Durlach oder Wolfartsweier nach Blankenloch, Friedrichstal oder Spöck transportierten. An den Zielorten wurden die Steine mit Pferdefuhrwerken in die umliegenden Dörfer verteilt. Für die Schiffstransporte musste die Pfinz aufgestaut werden und der Betrieb der Mühlen vorübergehend eingestellt werden, was Konflikte mit den Müllern zur Folge hatte. Wegen der Konflikte und wegen des hohen Aufwands wurde die Schifffahrt 1828 eingestellt. Für den Zeitraum zwischen 1670 und 1760 gibt es mehrere Belege, dass auch unterhalb von Durlach geflößt wurde. Zum Teil wurden Eichenstämme transportiert; auch niederländische Holzhändler lassen sich nachweisen.

### Mühlen
Einst hatte nahezu jedes Dorf an der Pfinz eine Mühle; oft waren es mehrere Mühlen; beispielsweise gab es in Durlach sieben Mühlen. Heute gibt es an der Pfinz keine Mühle mehr, die mit Wasserkraft angetrieben wird. Einige Mühlen wie die Ortsmühle in Weiler, die Singener Mühle oder die Friedrichstaler Mühle an der Heglach mahlen weiterhin Getreide, nutzen aber andere Energiequellen. Andere Mühlenstandorte dienen heute der Stromerzeugung, so die Untere Nöttinger Mühle, die Schnellermühle in Berghausen oder die Walter-Mühle in Söllingen. Letztere ist seit 2010 mit einer Wasserkraftschnecke ausgestattet. Die Durlacher Obermühle wird seit 1988 als Naturfreundehaus genutzt; das dortige unterschlächtige Wasserrad dient ebenfalls der Gewinnung von Strom.

### Pfinz-Saalbach-Korrektion
Die heutige Gewässerstruktur in der Rheinebene wird maßgeblich geprägt von Maßnahmen, die zwischen 1934 und 1962 bei der Pfinz-Saalbach-Korrektion (Pfisako) durchgeführt wurden. Dabei wurden der Pfinz-Entlastungskanal und der Saalbachkanal neu angelegt. Die Pfinzkorrektion wurde zum Teil neu gebaut, zum Teil entstand sie aus Begradigungen der Pfinz. Vor der Pfisako lag der Abzweig der Heglach von der Pfinz südöstlich vom Schloss Stutensee ungefähr dort, wo heute die Alte Bach die Heglach unterquert. Durch den Bau der Pfinz-Überleitung wurde der Abzweig rund drei Kilometer nach Süden verlegt, so dass der damalige Lauf der Pfinz bei Blankenloch heute Teil der Heglach ist.
Eine umfangreiche Pfinzkorrektion war bereits vor 1914 geplant gewesen, konnte dann aber wegen des Ersten Weltkrieges nicht verwirklicht werden. In der Zeit des Nationalsozialismus wurden die Planungen wieder aufgegriffen und unter Einsatz des Reichsarbeitsdienstes realisiert. Am 7. Mai 1931 hatte ein Hochwasser den Ortskern von Grötzingen und große Teile der Durlacher Gemarkung überflutet; flussabwärts stand das Wasser noch wochenlang und floss nur langsam ab.
Weitere Korrektionen wurden am Oberlauf bis in die 1970er Jahre durchgeführt, beispielsweise wurde die Pfinz Ende der 1950er Jahre und in der ersten Hälfte der 1960er Jahre zwischen Söllingen und Grötzingen begradigt, vertieft und verbreitert. In Weiler wurde die Pfinz zwischen 1962 und 1973 in drei Bauabschnitten in ein Doppeltrapezprofil gelegt.

### Gewässergüte, Fischbestand und Renaturierung
1910 war die Pfinz durch drei Fabriken in Durlach und Grötzingen derart verschmutzt, dass es in Durlach keine Fische mehr gab. Bereits 1877 war es einer Durlacher Kartoffelstärkefabrik untersagt worden, ihre festen Produktionsrückstände in die Pfinz zu entsorgen.
2004 wurde die Pfinz überwiegend in die Gewässergüteklasse II „mäßig belastet“ eingestuft, Ausnahmen bildeten die Pfinzkorrektion sowie zwei kurze Abschnitte bei Durlach und Rußheim (II-III „kritisch belastet“) und der Oberlauf bis zum Feldrennacher Bach (I-II „gering belastet“). Damit hatte sich der Zustand gegenüber 1974 verbessert, als die Pfinz in die Güteklasse III, „stark verschmutzt“, eingeordnet wurde.
Nach Angaben von 2002 war die Pfinz eines der wenigen verbliebenen Verbreitungsgebiete des Bitterlings am Oberrhein. Andere Fischarten wie Schmerle, Elritze und Gründling sind typisch für Flachlandgewässer. Das Vorkommen von Quappen und Hechten wurde durch die Nähe zum Rhein erklärt; Bachforellen und Regenbogenforellen waren eingesetzt worden.
Erste Renaturierungsmaßnahmen an der Pfinz wurden 1984 im bebauten Gebiet von Durlach durchgeführt. Veranlasst durch die Wasserrahmenrichtlinie der Europäischen Union, die die Mitgliedsstaaten verpflichtet, ihre Gewässer in einen guten ökologischen und chemischen Zustand zu bringen, wurden mittlerweile weitere Abschnitte der Pfinz naturnah umgebaut, beispielsweise bei Pfinztal-Berghausen. Auch wurden Abstürze durch Sohlrampen ersetzt, um die Durchgängigkeit für Fische und Wasserkleinlebewesen wieder herzustellen.

### LUBW
Amtliche Online-Gewässerkarte mit passendem Ausschnitt und den hier benutzten Layern: Karte von Lauf und Einzugsgebiet der Pfinz

Allgemeiner Einstieg ohne Voreinstellungen und Layer: Daten- und Kartendienst der Landesanstalt für Umwelt Baden-Württemberg (LUBW) (Hinweise)
1. ↑  Höhe nach dem Höhenlinienbild auf dem Hintergrundlayer Topographische Karte oder dem Digitalen Geländemodell.
2. ↑  Höhe nach blauer Beschriftung auf dem Hintergrundlayer Topographische Karte.
3. ↑  Länge abgemessen auf dem Hintergrundlayer Topographische Karte ab der Station des Feldrennacher Baches. Länge nach dem Layer Gewässername: 59,8 km, Länge nach dem Layer Gewässernetz (AWGN): 60,4 km.
4. ↑  Einzugsgebiet nach dem Layer Aggregierte Gebiete 04. Das im AWGN definierte Einzugsgebiet umfasst nicht die Zuflüsse aus der Pfinzkorrektion, die ab Neuthard über die Alte Pfinz nach Graben-Neudorf fließen.
5. ↑  Querprofile
am Nordrand des Elfmorgenbruchs,
am Herdweg
bei Büchig,
erzeugt aus dem Digitalen Geländemodell des Online-Kartenservers der LUBW.
6. ↑   Querprofile
an der Gemarkungsgrenze zwischen Graben-Neudorf und Dettenheim,
an der Kreuzung mit dem Verlängerten Pfinzkanal,
oberhalb der Rußheimer Mühlen,
erzeugt aus dem Digitalen Geländemodell des Online-Kartenservers der LUBW.

### Andere Belege
1. ↑  Friedrich Huttenlocher, Hansjörg Dongus: Geographische Landesaufnahme: Die naturräumlichen Einheiten auf Blatt 170 Stuttgart. Bundesanstalt für Landeskunde, Bad Godesberg 1949, überarbeitet 1967. → Online-Karte (PDF; 4,0 MB)
2. ↑  Josef Schmithüsen: Geographische Landesaufnahme: Die naturräumlichen Einheiten auf Blatt 161 Karlsruhe. Bundesanstalt für Landeskunde, Bad Godesberg 1952. → Online-Karte (PDF; 5,1 MB)
Westlicher Pfinzgau im älteren Blatt Karlsruhe noch als Pfinztal bezeichnet.
3. ↑  Deutsches Gewässerkundliches Jahrbuch Rheingebiet, Teil I 2009 Landesanstalt für Umweltschutz Baden-Württemberg, S. 97, abgerufen am 7. März 2021 (PDF, deutsch).
4. ↑  Malisius, Pfinz, S. 10.
5. ↑  Albrecht Greule: Deutsches Gewässernamenbuch. Walter de Gruyter, Berlin / Boston 2014, ISBN 978-3-11-057891-1, S. 403, „Pfinz“ (Auszug in der Google-Buchsuche).
6. ↑  Dekanat Alb-Pfinz (Archivierte Version vom 12. Januar 2014)
7. 1 2  Malisius, Pfinz, S. 7.
8. ↑  Wassergesetz für Baden-Württemberg (WG) vom 3. Dezember 2013, Anlage 3: Verzeichnis der Gewässer zweiter Ordnung in der Unterhaltung des Landes.
9. ↑  Regierungspräsidium Karlsruhe (Hrsg.): Abschlussbericht der Voruntersuchungen Retentionsraum Elisabethenwört 1992, S. 28 (Download).
10. ↑  Regierungspräsidium Karlsruhe, Abteilung 5 - Umwelt: Würdigung des Naturschutzgebietes „Pfinzquellen“ der Gemeinde Straubenhardt, Gemarkungen Langenalb, Ottenhausen, Pfinzweiler und Feldrennach (Enzkreis), Gemeinde Karlsbad, Gemarkung Ittersbach und Gemeinde Marxzell, Gemarkung Pfaffenrot (Landkreis Karlsruhe). (pdf, 3,22 MB)
11. ↑  Malisius, Pfinz, S. 139.
12. ↑  Malisius, Pfinz, S, 24 f.
13. ↑  Steckbrief bei der Landesanstalt für Umwelt Baden-Württemberg (LUBW, abgerufen am 8. Oktober 2023).
14. ↑  Vermerk zu HQ-, MQ- und NQ-Längsschnitten der Oberrhein-Zuflüsse mit Flutkanal-Regelungen. In: Institut für Wasser und Gewässerentwicklung - Bereich Hydrologie, Karlsruher Institut für Technologie; Landesanstalt für Umwelt, Messungen und Naturschutz Baden-Württemberg (Bearb.): Abfluss-BW. Regionalisierte Abfluss-Kennwerte Baden-Württemberg. Stand Oktober 2015, S. 2–3 – 2–15, hier S. 2–12 (online als PDF, 10,2 MB).
15. ↑  Olivia Hochstrasser: Von der Staufergründung zur Residenz. In: Susanne Asche, Olivia Hochstrasser: Durlach. Staufergründung, Fürstenresidenz, Bürgerstadt. (=Veröffentlichungen des Karlsruher Stadtarchivs, Band 17) Badenia, Karlsruhe 1996, ISBN 3-7617-0322-8, S. 15–146, hier S. 70;
Malisius, Pfinz, S. 31;
Hans Knab, Simone Diet: Die Hühnerlochschleuse (Historischer Rundgang Grötzingen, Station 37).
16. ↑  Malisius, Pfinz, S. 32, 49.
17. 1 2  Dieter Hassler: Tausend Jahre Mühe und kein Ende. Die Geschichte des Bachbaus in Kraichgau, Hardt und Bruhrain. In: Dieter Hassler (Hrsg.): Wässerwiesen: Geschichte, Technik und Ökologie der bewässerten Wiesen, Bäche und Gräben in Kraichgau, Hardt und Bruhrain. Verlag Regionalkultur, Ubstadt-Weiher 1995, ISBN 3-929366-20-7, S. 40–61, hier S. 42.
18. ↑  Angaben zur Wasserführung in der Karte bei Hassler, Wässerwiesen, S. 221.
19. ↑  Gismar Eck: Pfinz-Saalbach-Korrektion. In: Innenministerium Baden-Württemberg (Hrsg.): Wasserwirtschaft in Baden-Württemberg. Wasserversorgung, Abwasserbeseitigung, Flussbau, Talsperrenbau, landwirtschaftlicher Wasserbau, Verwaltung, Organisation. Verwaltungs-Verlag, München 1969, S. 153–156, hier S. 155.
20. ↑  Hassler, Tausend Jahre Mühe, in: Hassler, Wässerwiesen, S. 40–61, hier S. 61.
21. ↑  Daniel Baumgärtner: Limnologie und Ökologie der Bäche und Gräben in Kraichgau, Hardt und Bruhrain. In: Hassler, Wässerwiesen, S. 199–209, hier S. 199.
22. ↑  Konrad Dussel: Staffort 1110–2010. Streifzüge durch 900 Jahre Geschichte. Regionalkultur, Heidelberg 2010, ISBN 978-3-89735-622-1, S. 9 f.
23. ↑  Baumgärtner, Limnologie und Ökologie, in: Hassler, Wässerwiesen, S. 199–209, hier S. 200, 207.
24. ↑  Karten in Hassler, Wässerwiesen, S. 294 f.
25. ↑  Hassler, Tausend Jahre Mühe, in: Hassler, Wässerwiesen, S. 40–61, hier S. 47 f.
26. ↑  Hassler, Tausend Jahre Mühe, in: Hassler, Wässerwiesen, S. 40–61, hier S. 53–55.
27. ↑  Hieronymus Nopp: Geschichte der Stadt und ehemaligen Reichsfestung Philippsburg. Von ihrem Entstehen aus der Burg und dem Dorfe Udenheim bis zum Anfalle derselben an Baden. Reprint der 2. Auflage (Speyer 1881), 1980 herausgegeben von der Stadtverwaltung Philippsburg, S. 503.
28. ↑  Dieter Hassler: Versuch und Irrtum: Die Entwicklung der Wiesenwässerung in Kraichgau und Bruhrain. In: Hassler, Wässerwiesen, S. 62–82, hier S. 62.
29. ↑  Malisius, Pfinz, S. 75 f.
30. ↑  Michael Hassler: Ein „Sumpf ohne Ende“: Die Randsenke zwischen Durlach und Bruchsal. In: Hassler, Wässerwiesen, S. 218–223, hier S. 219.
31. ↑  Karte in Hassler, Wässerwiesen, S. 250.
32. ↑  Hajo Rheinstädter: Die Technik des Wiesenbaus. In: Hassler, Wässerwiesen, S. 83–96, hier S. 83–85.
33. ↑  Dieter Hassler, Thomas Adam und Reiner Dick: Wiesenwässerung an der Pfinz. In: Hassler, Wässerwiesen, S. 223–231, hier S. 226 f.
34. ↑  Reiner Dick, August Nagel: Ökologischer Hochwasserschutz in Stutensee. In: Hassler, Wässerwiesen, S. 377–380, hier S. 377.
35. ↑  Hassler, Tausend Jahre Mühe, in: Hassler, Wässerwiesen, S. 40–61, hier S. 48, 57.
36. 1 2  Malisius, Pfinz, S. 111.
37. ↑  Hassler, Tausend Jahre Mühe, in: Hassler, Wässerwiesen, S. 40–61, hier S. 52.
38. ↑  Malisius, Pfinz, S. 112–115.
39. ↑  Malisius, Pfinz, S. 111 f.
40. ↑  Malisius, Pfinz, S. 136–184.
41. ↑  Malisius, Pfinz, S. 71, 79 f.
42. ↑  Malisius, Pfinz, S. 88.
43. ↑  Gustav Bauer: Weiler an der Pfinz. Ein Dorf zwischen Baden und Schwaben. Verlag Erna Bauer, Keltern 1986, ISBN 3-9801381-1-9, S. 201.
44. ↑  Malisius, Pfinz, S. 102, 121.
45. ↑  Biologische Gewässergütekarte 1 : 350.000 der Landesanstalt für Umweltschutz Baden-Württemberg (PDF; 11,7 MB)
46. ↑  Malisius, Pfinz, S. 105.
47. ↑  Malisius, Pfinz, S. 124.
48. ↑  Malisius, Pfinz, S. 95.
49. ↑  Regierungspräsidium Karlsruhe Strukturmaßnahme an der Pfinz bei Pfinztal-Berghausen. (Abgerufen am 3. Juli 2019).
50. ↑  Umbaumaßnahme soll zu einem guten ökologischen Zustand führen. (Seite nicht mehr abrufbar, festgestellt im April 2024. Suche in Webarchiven)  Info: Der Link wurde automatisch als defekt markiert. Bitte prüfe den Link gemäß Anleitung und entferne dann diesen Hinweis. Mitteilungsblatt der Gemeinde Pfinztal, 27. Juli 2016 (Abgerufen am 3. Juli 2019).